# 貼身校花
《貼身校花》，是一部由上海絲芭影視有限公司出部的網絡劇。由張語格、趙順然、吳哲晗、李藝彤和朱元冰主演。劇情改編自网络小说《我的貼身校花》。2016年6月27日搜狐首播。

## 劇情簡介
唐家先祖牺牲自我，保全极地之门的关闭，留下唯一血脉唐宇，流落人间。身怀绝技的高手苍穹为布大局，接近唐宇收其为徒，授其武功。夏家千金夏诗涵由多次误会唐宇到被唐宇相救而心生好感，两人展开一段爱恨纠葛。唐宇无意间卷入一场未知的迷局之中，也逐渐探寻到自己的身世之谜。

## 演員角色
| 演員            | 角色   | 介紹 |
| 張語格（SNH48） | 夏诗涵 | 夏家大小姐，夏氏集團會長夏國邦的掌上明珠，也為獨生女，和瞿雪兒和楚雅柔是好閨蜜，因多次與唐宇不打不相識的牽連，而喜歡上了唐宇，深愛著唐宇，因以為唐宇還放不下李韻婷，而忍痛自願放手，自己向唐宇提出的分手，後來知道自己的母親是被自己的父親所殺，因出手幫助唐宇偷取扇形玉器，被夏國邦處以家規的冰刀之刑，身中九刀斷氣，後被唐宇用扇形玉器給救活，與唐宇重新在一起                  |
| 趙順然          | 唐宇   | 因緣際會與夏詩涵相識，後來慢慢喜歡上了夏詩涵，深愛著夏詩涵，被詩涵誤會心裡還愛著李韻婷，接受詩涵提出的分手，分手後內心依然放不下夏詩涵，為戰神世家的後代，誤打誤撞吃下醫聖的三顆不死丹，間接獲取醫聖畢生的衣缽，能治癒百病，後來知道李韻婷的病情，使用扇形玉器救活李韻婷與夏詩涵，用扇形玉器打開極地之門，後重新和詩涵在一起                                                      |
| 吳哲晗（SNH48） | 楚雅柔 | 和夏詩涵和瞿雪兒是好朋友，因為一直以來默默喜歡著唐宇被夏詩涵發現而和詩涵吵架，導致和詩涵的友誼破裂，後來為了保護從樓梯上踩空跌下的詩涵，讓詩涵大為感動，已和好 ，後來接受了墨寬 |
| 李藝彤（SNH48） | 瞿雪儿 | 巫毒世家瞿家的獨生女，夏詩涵和楚雅柔的閨蜜，擅用蟲蠱之術，表面上不在意韓祖，內心其實很在乎韓祖 |
| 朱元冰          | 韓祖   | 家族為古武世家的後代傳人，因緣際會與瞿雪兒成了歡喜冤家，喜歡上了瞿雪兒，多次向雪兒示愛以及求婚，都被雪兒不當一回事的矇混過去 |
| 夏楠            | 李韵婷 | 唐宇的初戀女友，因為生了怪病，命不久已，不想耽誤唐宇，所以忍痛拋下一切離開了唐宇，從以前到現在都一直喜歡著唐宇，疑似有計畫的出現在唐宇和夏詩涵面前，受蒼穹之托讓詩涵和唐宇之間出現嫌隙，曾經與豐子赫合作要拆散夏詩涵和唐宇，後重病斷氣，被唐宇使用扇形玉器救活，後明白唐宇對詩涵的心意後，甘願放手                                                                                |
| 胡耘豪          | 墨宽   | 黑道世家墨龍的獨生子，喜歡楚雅柔，就算被雅柔多次當面拒絕，仍然願意一生無怨無悔守護雅柔，後與雅柔在一起 |
| 費沁源（SNH48） | 瞿冰儿 | 巫毒世家瞿家三長老之大長老，瞿雪兒的祖奶奶，被瞿雪兒的血從極地裡召喚出來 |
| 楊韞玉（SNH48） | 李青曼 | 李韵婷的妹妹 |
| 楊霖            | 丰子赫 | 夏氏集團夏國邦的義子， 從小就默默喜歡著夏詩涵，卻一直不敢說出口，因為練了御龍訣，練到走火入魔，結果變成了狼人，沒辦法控制自己，變身為狼人後，殺害了自己的父親，父親死後成為夏氏集團的副會長，後狼人身份曝光，被夏國邦關入夏家地牢，夏國邦作以交換條件，只要戴上鎮魔環，就可以放子赫出去，但戴上此物，除了可以鎮住子赫身上的狼性，同時也會失去全身的功力，為了奪回詩涵可以不擇手段 |
| 劉子曦          | 柳馨   | 韩祖派去夏家的臥底，後來被夏國邦發現了後離開夏家 |
| 袁福福          | 郭晓东 | 富二代，紈褲子弟 |

## 音乐原声
| 名称         | 演唱           | 作词         | 作曲   | 备注   |
| 《心的旅程》 | SNH48          | 浅紫         | 浅紫   | 主题曲 |
| 《梦想岛》   | SNH48          | 陈立志       | 都智文 | 片尾曲 |
| 《月光下》   | 张语格         | 周富坚、浅紫 | 周富坚 | 插曲   |
| 《天黑日记》 | 张语格         | 佚名         | 佚名   | 插曲   |
| 《一首对唱》 | 朱元冰、李艺彤 | 朱元冰       | 朱元冰 | 插曲   |